# Puente de Las Américas (Uruguay)
El Puente de Las Américas  es un puente  sobre la Avenida Giannattasio de la Ciudad de la Costa, inaugurado  el 24 de febrero de 2005. Considerado una obra moderna de ingeniería, es creación del ingeniero valenciano Julio Martínez Calzón. 

## Ubicación
Está ubicado en el barrio Barra de Carrasco, departamento de Canelones, y se ha transformado en una de las obras más icónicas, de referencia del país. Se encuentra ubicado en una zona de constante crecimiento, desarrollo inmobiliario y comercial, debido a que la ciudad de Montevideo está en permanente crecimiento hacia el este del país

## Características
El puente tiene como finalidad facilitar el tránsito que se integra entre Avenida de las Américas (Ciudad de la Costa) y Avenida Ingeniero Luis Giannattasio con Avenida Italia. 
En esta intersección confluyen más de 25.000 vehículos por día, constituyéndose en una de las zonas más importante y transitada del área metropolitana de Montevideo. La estructura del puente sumado a su ubicación privilegiada enmarcada en un área de grandes dimensiones, con retiros y espacios verdes que le brindan un gran impacto visual para aquellos que viajan desde y hacia el este del país o quienes llegan por el Aeropuerto Internacional de Carrasco.
Este puente colgante tiene 488 metros de longitud, con un tramo aéreo de 140 metros, y se encuentra sostenido por 30 tirantes de acero. Su construcción comenzó en el año 2001 y la misma requirió una inversión de seis millones de dólares.